# Ryoko Tani
Ryoko Tani, född Tamura den 6 september 1975 i Fukuoka, Japan, är en japansk judoutövare.
Hon tog OS-silver i damernas extra lättvikt i samband med de olympiska judotävlingarna 1992 i Barcelona.
Hon tog därefter OS-silver i igen i samband med de olympiska judotävlingarna 1996 i Atlanta.
Hon tog OS-guld i samma gren i samband med de olympiska judotävlingarna 2000 i Sydney.
Hon tog OS-guld på nytt i samband med de olympiska judotävlingarna 2004 i Aten.
Hon tog i sitt femte olympiska spel OS-brons i samband med de olympiska judotävlingarna 2008 i Peking.